# Jednostka mobilizowana

Jednostka mobilizowana – w nomenklaturze używanej w Wojsku Polskim jest to jednostka wojskowa, nowo formowana lub istniejąca w czasie pokoju. Nie ma ona możliwości samodzielnego przeprowadzenia przejścia na struktury wojenne (uzupełnienie żołnierzami rezerwy i pojazdami z gospodarki narodowej, pobranie zapasów) w czasie ogłoszenia mobilizacji. Zadanie związane z organizacją jej mobilizacyjnego rozwinięcia powierzono innej jednostce (jednostka mobilizująca). Jednostka mobilizowana przez jednostkę mobilizującą powstaje w ramach planu rozwinięcia mobilizacyjnego i przejścia sił zbrojnych z etatów i organizacji czasu pokojowego na etaty i organizację czasu wojennego.